# Karl Keim (Theologe)
Johann Karl Keim (* 21. Mai 1794 in Oberliederbach; † 5. September 1868 in Dillenburg) war ein deutscher evangelischer Theologe und Abgeordneter der Landstände des Herzogtums Nassau.

## Leben
Karl Keim war der Sohn des Kirchenrats Johann Gottlieb Keim (1753–1824) und dessen Ehefrau Anne Rosine Rüdel (1767–1821). Nach dem Abitur am Gymnasium Darmstadt absolvierte er ein Studium der Theologie an der Philipps-Universität Marburg (1812–1814) und der Ruprecht-Karls-Universität Heidelberg, wo er 1817 das Staatsexamen ablegte. Im Anschluss daran wurde er Konrektor am Pädagogium in Idstein und war, bevor er 1825 zum Pfarrer in Kirburg ernannt wurde, als Adjunkt bei seinem Vater in Oberliederbach tätig. 1834 wechselte er als Schulinspektor in das Amt Hachenburg, wo er von 1835 bis 1851 die Stelle das Pfarrers und Dekans besetzte. 
Keim betätigte sich politisch und war in den Jahren von 1848 bis 1851 für den Wahlkreis III (Hachenburg/Selters) als Abgeordneter des Club der Rechten Mitglied der Ständeversammlung des Herzogtums Nassau. 
1851 wurde er Pfarrer in Dillenburg und kam 1852 für den Wahlkreis I Dillenburg in die Zweite Kammer des Landtags. Diese bestand aus 18 gewählten Mitgliedern sowie vier Abgeordneten, die Vertreter der Hochschulen und Kirchen waren. 1854 legte er sein Mandat nieder. Nachfolger wurde Carl Giebeler. 
1863 wurde Keim zum Kirchenrat und im Jahr darauf zum Oberkirchenrat ernannt. In dieser Funktion nahm er Leitungsfunktionen in der Evangelischen Landeskirche in Nassau wahr. 
1868 wurde er in den Ruhestand versetzt.